# 1155
Évszázadok: 11. század – 12. század – 13. század
Évtizedek: 1100-as évek – 1110-es évek – 1120-as évek – 1130-as évek – 1140-es évek – 1150-es évek – 1160-as évek – 1170-es évek – 1180-as évek – 1190-es évek – 1200-as évek
Évek: 1150 – 1151 – 1152 – 1153 –  1154 – 1155 – 1156 – 1157 – 1158 – 1159 – 1160

## Események
- április 17. – I. Frigyes német király Itália királya lesz.
- június 18. – I. Frigyes német-római császárrá koronázása.
- A magyar sereg a bizánci kézen levő Barancs várának ostromába kezd, majd megveri Baszileosz bizánci vezérnek a vár felmentésére érkező seregét.
- Go-Sirakava japán császár trónra lépése.
- I. György kijevi nagyfejedelem (Jurij Dolgorukij) másodszor lép trónra.[1]

## Születések
- november 5. – VIII. Alfonz kasztíliai király († 1214)
- II. Iszaakiosz bizánci császár († 1204)

## Halálozások
- Konoe japán császár